# 후지미촌 (나가노현)
후지미촌(富士見村)은 나가노현 스와군에 있던 촌이다. 현재의 후지미정에 해당한다.

## 역사
- 1874년 10월 25일 - 후지미촌이 성립하였다.
- 1876년 8월 21일 - 나가노현에 소속되었다.
- 1889년 4월 1일 - 정촌제 시행에 의해 나카스촌이 단독으로 자치체를 형성하였다.
- 1955년 4월 1일 - 사카이촌, 혼고촌, 오치아이촌과 합병해 후지미정이 성립하여, 동일 후지미촌은 폐지되었다.

## 교통

### 철도
- 일본국유철도
  - 주오 본선

### 도로
- 국도 제20호선

현재는 구 촌역에 나가노 자동차도 스와미나미 나들목이 통과하지만 당시엔 미개통

## 참고문헌
- 日本自治協会編『市町村治績録 改訂第2版』日本自治協会、1930年。
- 諏訪郡元長会編『諏訪郡歴代町村長名簿』諏訪郡元長会、1937年。
- 「角川日本地名大辞典」編纂委員会『가도카와 일본 지명 대사전 20 長野県』角川書店、1990年。